# 송두환
송두환(宋斗煥, 1949년 3월 1일~)은 판사 출신 법조인이다. 제9대 국가인권위원회 위원장(2021. 9.~2024. 9.)이다. 대한민국의 헌법재판소 재판관(2007. 3.~2013. 3.)을 지냈다.

## 학력
- 영동초등학교 졸업
- 1967년 경기고등학교 졸업
- 1971년 서울대학교 법과대학 학사

## 경력
- 1980년 제22회 사법시험 합격
- 1982년 판사(~1990년, 서울지법, 춘천지법)
- 1990년 변호사 개업
- 1994년 민주사회를위한변호사모임 회원
- 1996년 대한변호사협회 공보이사
- 1996년 민주사회를위한변호사모임 통일위원회 위원장
- 1997년 한국간행물윤리위원회 위원
- 1997년 법무법인 한결 대표변호사
- 1998년 검찰제도개혁위원회 위원
- 1999년 대한변호사협회 인권이사
- 2000년 외환은행 사외이사
- 2000년 민주사회를위한변호사모임 회장
- 2000년 올바른국가인권기구실현을위한민간단체공동대책위원회 공동대표
- 2000년 정부혁신추진위원회 위원
- 2003년 법률신문사 편집위원회 위원
- 2003년 대북송금 사건 특별검사
- 2005년 전국재해구호협회 이사
- 2005년 국민은행 사외이사
- 2005년 중앙인사위원회 비상임위원
- 2005년 국가인권위원회 장애차별조정위원회 조정위원
- 2005년 국가인권위원회 정책자문위원회 자문위원
- 2007년 3월~2013년 3월 헌법재판소 재판관(노무현 대통령 지명)
- 2013년 1월~2013년 3월 헌법재판소장 권한대행
- 2013년 9월 법무법인 한결 대표변호사
- 2017년 9월 대검찰청 검찰개혁위원회 위원장
- 2021년 9월~2024년 9월 제9대 국가인권위원회 위원장
- 2022년 9월2024년 9월~ 아시아태평양국가인권기구연합 거버넌스위원회 위원장
- 2022년 9월~2024년 9월 아시아태평양국가인권기구연합 의장

## 일화
- 기각 결정이 난 '노무현 대통령의 선거중립 의무 준수요청'에 대한 헌법소원 심판에서 '노 대통령의 정치적 표현의 자유를 침해한 것'이라는 소수 의견을 밝혔다.